# Tournoi féminin de rugby à sept aux Jeux olympiques d'été de 2024
Cet article traite de l'épreuve féminine. Pour la compétition masculine, voir Tournoi masculin de rugby à sept aux Jeux olympiques d'été de 2024.
Navigation
Tokyo 2020 Los Angeles 2028
Le tournoi féminin de rugby à sept des Jeux olympiques d'été de 2024 se déroule du 28 juillet 2024 au 30 juillet 2024 au Stade de France. C'est le troisième tournoi olympique de rugby à sept.  

## Présentation

### Format
Douze équipes sont qualifiées et réparties en trois poules de quatre. Les deux premiers de chaque poule ainsi que les deux meilleurs troisièmes sont qualifiés en quart de finale. Les équipes s'affrontent sur une seule rencontre et la compétition prévoit des matchs de classement.

### Calendrier
| - P : matchs de poule - C : matchs de classement - ¼ : quarts de finale - ½ : demi-finales - f : match pour la médaille de bronze - F : finale - A : Session d'après-midi - S : Session en soirée |

| Date (juillet) → | 28 | 28 | 29 | 29 | 29 | 30 | 30 | 30 | 30 | 30 |
| Date (juillet) → | A  | S  | A  | S  | S  | A  | A  | S  | S  | S  |
| ---------------- | -- | -- | -- | -- | -- | -- | -- | -- | -- | -- |
|                  | P  | P  | P  | C  | ¼  | C  | ½  | C  | f  | F  |

## Participants

### Qualifications
| Compétition                                 | Date                          | Lieu              | Places | Qualifiés        |
| ------------------------------------------- | ----------------------------- | ----------------- | ------ | ---------------- |
| Pays organisateur                           | Pays organisateur             | Pays organisateur | 1      | France           |
| Série mondiale 2022-2023                    | 4 novembre 2022 - 14 mai 2023 | Multiple          | 4      | Nouvelle-Zélande |
| Série mondiale 2022-2023                    | 4 novembre 2022 - 14 mai 2023 | Multiple          | 4      | Australie        |
| Série mondiale 2022-2023                    | 4 novembre 2022 - 14 mai 2023 | Multiple          | 4      | États-Unis       |
| Série mondiale 2022-2023                    | 4 novembre 2022 - 14 mai 2023 | Multiple          | 4      | Irlande          |
| Tournoi de qualification sud-américain 2023 | 17-18 juin 2023               | Montevideo        | 1      | Brésil           |
| Jeux européens de 2023                      | 25-27 juin 2023               | Cracovie          | 1      | Grande-Bretagne  |
| Championnat d'Amérique du Nord 2023         | 19-20 août 2023               | Langford          | 1      | Canada           |
| Championnat d'Afrique 2023                  | 14-15 octobre 2023            | Monastir          | 1      | Afrique du Sud   |
| Championnat d'Océanie 2023                  | 10-12 novembre 2023           | Brisbane          | 1      | Fidji            |
| Tournoi de qualification asiatique 2023     | 18-19 novembre 2023           | Osaka             | 1      | Japon            |
| Tournoi de repêchage 2024                   | 21-23 juin 2024               | Monaco            | 1      | Chine            |
| Total                                       | Total                         | Total             | 12     |                  |

### Arbitres
Le 8 mai 2024, World Rugby publie la liste des arbitres officiant aux Jeux olympiques :
- Finlay Brown (en)
- Craig Chan
- Talal Chaudhry
- Maggie Cogger-Orr
- Ano Kuwai
- Maria Latos
- Cisco Lopez
- Tyler Miller
- Lavenia Rawaca
- Kat Roche
- George Selwood

## Compétition

### Premier tour
Légende
- qualifié pour les quarts de finale.
- possiblement qualifié pour les quarts de finale, en tant que meilleur troisième.

#### Groupe A
| Rang | Pays             | J | V | N | D | Pm  | Pe | Diff | Pts |
| ---- | ---------------- | - | - | - | - | --- | -- | ---- | --- |
| 1    | Nouvelle-Zélande | 3 | 3 | 0 | 0 | 114 | 19 | +95  | 9   |
| 2    | Canada           | 3 | 2 | 0 | 1 | 50  | 64 | -14  | 7   |
| 3    | Chine            | 3 | 1 | 0 | 2 | 62  | 81 | -19  | 5   |
| 4    | Fidji            | 3 | 0 | 0 | 3 | 33  | 95 | -62  | 3   |

| 28 juillet 17 h 30 (UTC+02:00) | Fidji | 14 - 17 (0 - 12) | Canada                                                                                     | Stade de France, Saint-Denis 66 000 spectateurs Arbitre : Craig Chan |
| 28 juillet 17 h 30 (UTC+02:00) | Essai(s) : 2 Rokotuisiga (en) (9e), Likuceva (en) (15e) Transformation(s) : 2 Naimasi (en) (9e), Ulunisau (en) (15e) | Rapport          | Essai(s) : 3 Symonds (4e), Williams (6e), Wardley (12e) Transformation(s) : 1 Daniels (5e) | Stade de France, Saint-Denis 66 000 spectateurs Arbitre : Craig Chan |
| 28 juillet 17 h 30 (UTC+02:00) | | Rapport          |                                                                                            | Stade de France, Saint-Denis 66 000 spectateurs Arbitre : Craig Chan |

| 28 juillet 18 h (UTC+02:00) | Nouvelle-Zélande | 43 - 5 (22 - 0) | Chine                       | Stade de France, Saint-Denis 66 000 spectateurs Arbitre : Ano Kuwai |
| 28 juillet 18 h (UTC+02:00) | Essai(s) : 7 Blyde (2e, 4e, 6e, 8e), Waaka (7e, 12e), Hirini (15e) Transformation(s) : 4 Pouri-Lane (4e, 9e), King (13e, 16e) | Rapport         | Essai(s) : 1 Liu (en) (11e) | Stade de France, Saint-Denis 66 000 spectateurs Arbitre : Ano Kuwai |
| 28 juillet 18 h (UTC+02:00) | | Rapport         |                             | Stade de France, Saint-Denis 66 000 spectateurs Arbitre : Ano Kuwai |

| 28 juillet 21 h (UTC+02:00) | Fidji                                                                                     | 12 - 40 (7 - 19) | Chine | Stade de France, Saint-Denis 66 000 spectateurs Arbitre : Maggie Cogger-Orr |
| 28 juillet 21 h (UTC+02:00) | Essai(s) : 2 Nakoci (en) (3e), Delaiwau (en) (9e) Transformation(s) : 1 Naimasi (en) (3e) | Rapport          | Essai(s) : 6 Wang (en) (1re), Yang (en) (5e), Yan (en) (7e), Chen (en) (8e), Liu (en) (11e), Dou (en) (13e) Transformation(s) : 5 Gu (en) (5e, 8e, 9e, 12e), Chen (en) (13e) | Stade de France, Saint-Denis 66 000 spectateurs Arbitre : Maggie Cogger-Orr |
| 28 juillet 21 h (UTC+02:00) |                                                                                           | Rapport          | | Stade de France, Saint-Denis 66 000 spectateurs Arbitre : Maggie Cogger-Orr |

| 28 juillet 21 h 30 (UTC+02:00) | Nouvelle-Zélande | 33 - 7 (19 - 7) | Canada                                                                | Stade de France, Saint-Denis 66 000 spectateurs Arbitre : George Selwood |
| 28 juillet 21 h 30 (UTC+02:00) | Essai(s) : 5 Miller (2e, 7e), Pouri-Lane (5e), Felix-Hotham (10e), Woodman-Wickliffe (13e) Transformation(s) : 4 King (3e, 8e, 10e), Nuku (13e) | Rapport         | Essai(s) : 1 Williams (4e) Transformation(s) : 1 Hogan-Rochester (4e) | Stade de France, Saint-Denis 66 000 spectateurs Arbitre : George Selwood |
| 28 juillet 21 h 30 (UTC+02:00) | | Rapport         |                                                                       | Stade de France, Saint-Denis 66 000 spectateurs Arbitre : George Selwood |

| 29 juillet 16 h (UTC+02:00) | Canada | 26 - 17 (14 - 7) | Chine                                                                                            | Stade de France, Saint-Denis Arbitre : Finlay Brown |
| 29 juillet 16 h (UTC+02:00) | Essai(s) : 4 Williams (5e, 11e), Symonds (8e), Logan (14e) Transformation(s) : 3 Apps (6e), Daniels (8e, 11e) Carton(s) jaune(s) : 1 Apps (17e) | Rapport          | Essai(s) : 3 Chen (en) (3e), Liu (en) (8e), Wang (en) (17e) Transformation(s) : 1 Chen (en) (4e) | Stade de France, Saint-Denis Arbitre : Finlay Brown |
| 29 juillet 16 h (UTC+02:00) | | Rapport          |                                                                                                  | Stade de France, Saint-Denis Arbitre : Finlay Brown |

| 29 juillet 16 h 30 (UTC+02:00) | Nouvelle-Zélande | 38 - 7 (21 - 0) | Fidji | Stade de France, Saint-Denis Arbitre : Kat Roche |
| 29 juillet 16 h 30 (UTC+02:00) | Essai(s) : 6 Miller (1re), Felix-Hotham (5e), Waaka (7e, 9e), Blyde (10e), Nuku (13e) Transformation(s) : 4 Pouri-Lane (1re, 5e, 8e, 10e) | Rapport         | Essai(s) : 1 Buleki (en) (14e) Transformation(s) : 1 Ulunisau (15e) Carton(s) jaune(s) : 1 Ditavutu (8e) | Stade de France, Saint-Denis Arbitre : Kat Roche |
| 29 juillet 16 h 30 (UTC+02:00) | | Rapport         | | Stade de France, Saint-Denis Arbitre : Kat Roche |

#### Groupe B
| Rang | Pays            | J | V | N | D | Pm | Pe | Diff | Pts |
| ---- | --------------- | - | - | - | - | -- | -- | ---- | --- |
| 1    | Australie       | 3 | 3 | 0 | 0 | 89 | 24 | +65  | 9   |
| 2    | Grande-Bretagne | 3 | 2 | 0 | 1 | 52 | 65 | -13  | 7   |
| 3    | Irlande         | 3 | 1 | 0 | 2 | 64 | 40 | +24  | 5   |
| 4    | Afrique du Sud  | 3 | 0 | 0 | 3 | 22 | 98 | -76  | 3   |

| 28 juillet 15 h 30 (UTC+02:00) | Irlande                                                                      | 12 - 21 (12 - 7) | Grande-Bretagne | Stade de France, Saint-Denis 66 000 spectateurs Arbitre : Kat Roche |
| 28 juillet 15 h 30 (UTC+02:00) | Essai(s) : 2 Murphy Crowe (3e, 10e) Transformation(s) : 1 Mulhall (en) (11e) | Rapport          | Essai(s) : 3 Norman-Bell (en) (4e), Joyce (8e), Uren (en) (10e) Transformation(s) : 3 Norman-Bell (en) (4e, 8e, 10e) | Stade de France, Saint-Denis 66 000 spectateurs Arbitre : Kat Roche |
| 28 juillet 15 h 30 (UTC+02:00) |                                                                              | Rapport          | | Stade de France, Saint-Denis 66 000 spectateurs Arbitre : Kat Roche |

| 28 juillet 16 h (UTC+02:00) | Australie | 34 - 5 (24 - 0) | Afrique du Sud          | Stade de France, Saint-Denis 66 000 spectateurs Arbitre : Lavenia Rawaca |
| 28 juillet 16 h (UTC+02:00) | Essai(s) : 6 M. Levi (en) (1re, 6e, 8e, 10e), Nathan (en) (4e), T. Levi (en) (8e) Transformation(s) : 2 Hinds (2e, 7e) Carton(s) jaune(s) : 1 Shave (en) (13e) | Rapport         | Essai(s) : 1 Roos (16e) | Stade de France, Saint-Denis 66 000 spectateurs Arbitre : Lavenia Rawaca |
| 28 juillet 16 h (UTC+02:00) | | Rapport         |                         | Stade de France, Saint-Denis 66 000 spectateurs Arbitre : Lavenia Rawaca |

| 28 juillet 19 h (UTC+02:00) | Irlande | 38 - 0 (7 - 0) | Afrique du Sud | Stade de France, Saint-Denis 66 000 spectateurs Arbitre : Talal Chaudhry |
| 28 juillet 19 h (UTC+02:00) | Essai(s) : 6 Parsons (6e, 12e), Murphy Crowe (8e), Flood (10e), Elmes Kinlan (14e), Higgins (15e) Transformation(s) : 4 Mulhall (en) (6e), Flood (9e, 11e, 12e) | Rapport        |                | Stade de France, Saint-Denis 66 000 spectateurs Arbitre : Talal Chaudhry |
| 28 juillet 19 h (UTC+02:00) | | Rapport        |                | Stade de France, Saint-Denis 66 000 spectateurs Arbitre : Talal Chaudhry |

| 28 juillet 19 h 30 (UTC+02:00) | Australie | 36 - 5 (19 - 5) | Grande-Bretagne               | Stade de France, Saint-Denis 66 000 spectateurs Arbitre : Maria Latos |
| 28 juillet 19 h 30 (UTC+02:00) | Essai(s) : 6 M. Levi (en) (3e, 7e, 10e), Terita (8e, 10e), T. Levi (en) (14e) Transformation(s) : 3 Hinds (3e, 10e), T. Levi (en) (10e) Carton(s) jaune(s) : 1 T. Levi (en) (1re) | Rapport         | Essai(s) : 1 Cowell (en) (2e) | Stade de France, Saint-Denis 66 000 spectateurs Arbitre : Maria Latos |
| 28 juillet 19 h 30 (UTC+02:00) | | Rapport         |                               | Stade de France, Saint-Denis 66 000 spectateurs Arbitre : Maria Latos |

| 29 juillet 14 h (UTC+02:00) | Grande-Bretagne | 26 - 17 (7 - 12) | Afrique du Sud                                                                                        | Stade de France, Saint-Denis Arbitre : Tyler Miller |
| 29 juillet 14 h (UTC+02:00) | Essai(s) : 4 Crompton (en) (8e), Norman-Bell (en) (8e), Joyce (11e, 14e) Transformation(s) : 3 Norman-Bell (en) (8e, 8e, 15e) Carton(s) jaune(s) : 1 Norman-Bell (en) (9e) | Rapport          | Essai(s) : 3 Janse van Rensburg (1re), Roos (6e), Malinga (en) (10e) Transformation(s) : 1 Roos (1re) | Stade de France, Saint-Denis Arbitre : Tyler Miller |
| 29 juillet 14 h (UTC+02:00) | | Rapport          | | Stade de France, Saint-Denis Arbitre : Tyler Miller |

| 29 juillet 14 h 30 (UTC+02:00) | Australie | 19 - 14 (12 - 7) | Irlande                                                                | Stade de France, Saint-Denis Arbitre : George Selwood |
| 29 juillet 14 h 30 (UTC+02:00) | Essai(s) : 3 Nathan (en) (1re), T. Levi (en) (8e), M. Levi (en) (9e) Transformation(s) : 2 T. Levi (en) (1re), Hinds (10e) Carton(s) jaune(s) : 1 Hinds (13e) | Rapport          | Essai(s) : 2 Higgins (6e, 14e) Transformation(s) : 2 Higgins (6e, 14e) | Stade de France, Saint-Denis Arbitre : George Selwood |
| 29 juillet 14 h 30 (UTC+02:00) | | Rapport          |                                                                        | Stade de France, Saint-Denis Arbitre : George Selwood |

#### Groupe C
| Rang | Pays       | J | V | N | D | Pm  | Pe | Diff | Pts |
| ---- | ---------- | - | - | - | - | --- | -- | ---- | --- |
| 1    | France     | 3 | 3 | 0 | 0 | 106 | 14 | +92  | 9   |
| 2    | États-Unis | 3 | 2 | 0 | 1 | 74  | 43 | +31  | 7   |
| 3    | Japon      | 3 | 1 | 0 | 2 | 46  | 97 | -51  | 5   |
| 4    | Brésil     | 3 | 0 | 0 | 3 | 17  | 89 | -72  | 3   |

| 28 juillet 16 h 30 (UTC+02:00) | États-Unis | 36 - 7 (22 - 7) | Japon                                                                  | Stade de France, Saint-Denis 66 000 spectateurs Arbitre : George Selwood |
| 28 juillet 16 h 30 (UTC+02:00) | Essai(s) : 6 Levy (3e), Kirshe (4e, 6e), Sullivan (8e), Maher (9e), Sedrick (en) (12e) Transformation(s) : 3 Canett (5e, 10e, 13e) | Rapport         | Essai(s) : 1 Mizutani (en) (2e) Transformation(s) : 1 Utsumi (en) (2e) | Stade de France, Saint-Denis 66 000 spectateurs Arbitre : George Selwood |
| 28 juillet 16 h 30 (UTC+02:00) | | Rapport         |                                                                        | Stade de France, Saint-Denis 66 000 spectateurs Arbitre : George Selwood |

| 28 juillet 17 h (UTC+02:00) | France | 26 - 0 (14 - 0) | Brésil | Stade de France, Saint-Denis 66 000 spectateurs Arbitre : Cisco Lopez |
| 28 juillet 17 h (UTC+02:00) | Essai(s) : 4 Grisez (3e), Pelle (5e), Okemba (11e), Jason (15e) Transformation(s) : 3 Drouin (4e, 5e, 11e) | Rapport         |        | Stade de France, Saint-Denis 66 000 spectateurs Arbitre : Cisco Lopez |
| 28 juillet 17 h (UTC+02:00) | | Rapport         |        | Stade de France, Saint-Denis 66 000 spectateurs Arbitre : Cisco Lopez |

| 28 juillet 20 h (UTC+02:00) | États-Unis | 24 - 5 (12 - 5) | Brésil                              | Stade de France, Saint-Denis 66 000 spectateurs Arbitre : Tyler Miller |
| 28 juillet 20 h (UTC+02:00) | Essai(s) : 4 Kelter (1re), Sullivan (8e), Maher (11e), Sedrick (en) (15e) Transformation(s) : 2 Kelter (9e, 15e) | Rapport         | Essai(s) : 1 Thalia Costa (en) (6e) | Stade de France, Saint-Denis 66 000 spectateurs Arbitre : Tyler Miller |
| 28 juillet 20 h (UTC+02:00) | | Rapport         |                                     | Stade de France, Saint-Denis 66 000 spectateurs Arbitre : Tyler Miller |

| 28 juillet 20 h 30 (UTC+02:00) | France | 49 - 0 (28 - 0) | Japon | Stade de France, Saint-Denis 66 000 spectateurs Arbitre : Finlay Brown |
| 28 juillet 20 h 30 (UTC+02:00) | Essai(s) : 7 Jason (1re, 7e, 9e), Grassineau (3e), Drouin (5e), Ciofani (10e), Jacquet (13e) Transformation(s) : 7 Drouin (2e, 4e, 5e, 8e, 9e, 10e), Yengo (en) (13e) | Rapport         |       | Stade de France, Saint-Denis 66 000 spectateurs Arbitre : Finlay Brown |
| 28 juillet 20 h 30 (UTC+02:00) | | Rapport         |       | Stade de France, Saint-Denis 66 000 spectateurs Arbitre : Finlay Brown |

| 29 juillet 15 h (UTC+02:00) | Japon | 39 - 12 (24 - 5) | Brésil                                                                                            | Stade de France, Saint-Denis Arbitre : Maggie Cogger-Orr |
| 29 juillet 15 h (UTC+02:00) | Essai(s) : 7 Tsutsumi (en) (1re, 10e), Saegusa (en) (4e), Utsumi (en) (6e), Kajiki (en) (6e, 9e),Tanaka (en) (14e) Transformation(s) : 2 Nishi (en) (1re), Tsutsumi (en) (5e) | Rapport          | Essai(s) : 2 Thalita Costa (en) (7e), Lima (en) (13e) Transformation(s) : 1 Fioravanti (en) (13e) | Stade de France, Saint-Denis Arbitre : Maggie Cogger-Orr |
| 29 juillet 15 h (UTC+02:00) | | Rapport          |                                                                                                   | Stade de France, Saint-Denis Arbitre : Maggie Cogger-Orr |

| 29 juillet 15 h 30 (UTC+02:00) | France | 31 - 14 (10 - 7) | États-Unis | Stade de France, Saint-Denis Arbitre : Craig Chan |
| 29 juillet 15 h 30 (UTC+02:00) | Essai(s) : 5 Okemba (7e, 8e, 9e, 14e), Jacquet (11e) Transformation(s) : 3 Drouin (9e, 11e), Yengo (en) (15e) | Rapport          | Essai(s) : 2 Maher (3e), Tapper (13e) Transformation(s) : 2 Canett (3e), Olsen (13e) Carton(s) jaune(s) : 1 Olsen (5e) | Stade de France, Saint-Denis Arbitre : Craig Chan |
| 29 juillet 15 h 30 (UTC+02:00) | | Rapport          | | Stade de France, Saint-Denis Arbitre : Craig Chan |

#### Bilan des équipes troisièmes de leur groupe
| Rang | Pays    | J | V | N | D | Pm | Pe | Diff | Pts |
| ---- | ------- | - | - | - | - | -- | -- | ---- | --- |
| 1    | Irlande | 3 | 1 | 0 | 2 | 64 | 40 | +24  | 5   |
| 2    | Chine   | 3 | 1 | 0 | 2 | 62 | 81 | -19  | 5   |
| 3    | Japon   | 3 | 1 | 0 | 2 | 46 | 97 | -51  | 5   |

### Phase finale

#### Tableau
|  | Quarts de finale     | Quarts de finale | Quarts de finale | Quarts de finale |                  |                  | Demi-finales | Demi-finales | Demi-finales | Demi-finales |  |  | Finale | Finale | Finale | Finale |
|  |                      |                  |                  |                  |                  |                  |              |              |              |              |  |  |        |        |        |        |
|  | 29 juillet à 21 h    |                  |                  |                  |                  |                  |              |              |              |              |  |  |        |        |        |        |
|  |                      |                  |                  |                  |                  |                  |              |              |              |              |  |  |        |        |        |        |
|  | Nouvelle-Zélande     | Nouvelle-Zélande | 55               | 55               |                  |                  |              |              |              |              |  |  |        |        |        |        |
|  | Nouvelle-Zélande     | Nouvelle-Zélande | 55               | 55               |                  |                  |              |              |              |              |  |  |        |        |        |        |
|  | Chine                | Chine            | 5                | 5                |                  |                  |              |              |              |              |  |  |        |        |        |        |
|  | Chine                | Chine            | 5                | 5                | Nouvelle-Zélande | Nouvelle-Zélande | 24           | 24           |              |              |  |  |        |        |        |        |
|  | 29 juillet à 21 h 30 |                  |                  |                  | Nouvelle-Zélande | Nouvelle-Zélande | 24           | 24           |              |              |  |  |        |        |        |        |
|  |                      |                  | États-Unis       | États-Unis       | 14               | 14               |              |              |              |              |  |  |        |        |        |        |
|  | Grande-Bretagne      | Grande-Bretagne  | États-Unis       | États-Unis       | 14               | 14               | 7            | 7            |              |              |  |  |        |        |        |        |
|  | Grande-Bretagne      | Grande-Bretagne  |                  |                  |                  |                  |              | 7            |              |              |  |  |        |        |        |        |
|  | États-Unis           | États-Unis       | 17               | 17               |                  |                  |              |              |              |              |  |  |        |        |        |        |
|  | États-Unis           | États-Unis       | 17               | 17               | Nouvelle-Zélande | Nouvelle-Zélande | 17           | 17           |              |              |  |  |        |        |        |        |
|  | 29 juillet à 22 h    |                  |                  |                  | Nouvelle-Zélande | Nouvelle-Zélande | 17           | 17           |              |              |  |  |        |        |        |        |
|  |                      |                  | Canada           | Canada           | 12               | 12               |              |              |              |              |  |  |        |        |        |        |
|  | France               | France           | Canada           | Canada           | 12               | 12               | 14           | 14           |              |              |  |  |        |        |        |        |
|  | France               | France           |                  |                  |                  |                  |              |              |              |              |  |  |        |        |        |        |
|  | Canada               | Canada           | 19               | 19               |                  |                  |              |              |              |              |  |  |        |        |        |        |
|  | Canada               | Canada           | 19               | 19               | Canada           | Canada           | 21           | 21           |              |              |  |  |        |        |        |        |
|  | 29 juillet à 22 h 30 |                  |                  |                  | Canada           | Canada           | 21           | 21           |              |              |  |  |        |        |        |        |
|  |                      |                  | Australie        | Australie        | 12               | 12               |              |              |              |              |  |  |        |        |        |        |
|  | Australie            | Australie        | Australie        | Australie        | 12               | 12               | 40           | 40           |              |              |  |  |        |        |        |        |
|  | Australie            | Australie        |                  |                  |                  |                  |              | 40           |              |              |  |  |        |        |        |        |
|  | Irlande              | Irlande          | 7                | 7                |                  |                  |              |              |              |              |  |  |        |        |        |        |
|  | Irlande              | Irlande          | 7                | 7                |                  |                  |              |              |              |              |  |  |        |        |        |        |
|  |                      |                  |                  |                  |                  |                  |              |              |              |              |  |  |        |        |        |        |

#### Quarts de finale
| 29 juillet 21 h (UTC+02:00) | Nouvelle-Zélande | 55 - 5 (24 - 5) | Chine                      | Stade de France, Saint-Denis Arbitre : Tyler Miller |
| 29 juillet 21 h (UTC+02:00) | Essai(s) : 9 Hirini (1re, 14e), Felix-Hotham (6e, 11e), Blyde (7e, 8e), Woodman-Wickliffe (8e), Paul (12e, 15e) Transformation(s) : 5 Pouri-Lane (1re, 6e), King (9e, 13e, 15e) Carton(s) jaune(s) : 1 Hirini (4e) | Rapport         | Essai(s) : 1 Dou (en) (4e) | Stade de France, Saint-Denis Arbitre : Tyler Miller |
| 29 juillet 21 h (UTC+02:00) | | Rapport         |                            | Stade de France, Saint-Denis Arbitre : Tyler Miller |

| 29 juillet 21 h 30 (UTC+02:00) | Grande-Bretagne                                                   | 7 - 17 (7 - 5) | États-Unis                                                                              | Stade de France, Saint-Denis Arbitre : Maggie Cogger-Orr |
| 29 juillet 21 h 30 (UTC+02:00) | Essai(s) : 1 Boatman (en) (2e) Transformation(s) : 1 Thomson (2e) | Rapport        | Essai(s) : 3 Tapper (6e), Kirshe (8e), Sullivan (11e) Transformation(s) : 1 Canett (8e) | Stade de France, Saint-Denis Arbitre : Maggie Cogger-Orr |
| 29 juillet 21 h 30 (UTC+02:00) |                                                                   | Rapport        |                                                                                         | Stade de France, Saint-Denis Arbitre : Maggie Cogger-Orr |

| 29 juillet 22 h (UTC+02:00) | France                                                                             | 14 - 19 (7 - 7) | Canada                                                                                   | Stade de France, Saint-Denis Arbitre : Kat Roche |
| 29 juillet 22 h (UTC+02:00) | Essai(s) : 2 Jason (7e), Yengo (en) (8e) Transformation(s) : 2 Yengo (en) (7e, 8e) | Rapport         | Essai(s) : 3 Logan (4e), Daniels (11e, 14e) Transformation(s) : 2 Logan (4e), Apps (11e) | Stade de France, Saint-Denis Arbitre : Kat Roche |
| 29 juillet 22 h (UTC+02:00) |                                                                                    | Rapport         |                                                                                          | Stade de France, Saint-Denis Arbitre : Kat Roche |

| 29 juillet 22 h 30 (UTC+02:00) | Australie | 40 - 7 (26 - 0) | Irlande                                                     | Stade de France, Saint-Denis Arbitre : Finlay Brown |
| 29 juillet 22 h 30 (UTC+02:00) | Essai(s) : 6 M. Levi (en) (1re, 4e, 6e), Nathan (en) (7e), Nasser (en) (9e), Terita (14e) Transformation(s) : 5 Hinds (4e, 6e, 7e, 9e), Du Toit (en) (15e) | Rapport         | Essai(s) : 1 Flood (7e) Transformation(s) : 1 Higgins (12e) | Stade de France, Saint-Denis Arbitre : Finlay Brown |
| 29 juillet 22 h 30 (UTC+02:00) | | Rapport         |                                                             | Stade de France, Saint-Denis Arbitre : Finlay Brown |

#### Demi-finales
| 30 juillet 15 h 30 (UTC+02:00) | Nouvelle-Zélande                                                                                | 24 - 12 (7 - 5) | États-Unis                                                               | Stade de France, Saint-Denis Arbitre : Craig Chan |
| 30 juillet 15 h 30 (UTC+02:00) | Essai(s) : 4 Waaka (5e, 8e), Blyde (11e, 13e) Transformation(s) : 2 Pouri-Lane (6e), King (11e) | Rapport         | Essai(s) : 2 Kelter (3e), Kirshe (15e) Transformation(s) : 1 Olsen (15e) | Stade de France, Saint-Denis Arbitre : Craig Chan |
| 30 juillet 15 h 30 (UTC+02:00) |                                                                                                 | Rapport         |                                                                          | Stade de France, Saint-Denis Arbitre : Craig Chan |

| 30 juillet 16 h (UTC+02:00) | Canada                                                                                                   | 21 - 12 (7 - 12) | Australie                                                                     | Stade de France, Saint-Denis Arbitre : George Selwood |
| 30 juillet 16 h (UTC+02:00) | Essai(s) : 3 Willimas (7e), Hogan-Rochester (10e), Logan (13e) Transformation(s) : 3 Apps (7e, 10e, 13e) | Rapport          | Essai(s) : 2 Levi (en) (1re), Paki (en) (4e) Transformation(s) : 1 Hinds (2e) | Stade de France, Saint-Denis Arbitre : George Selwood |
| 30 juillet 16 h (UTC+02:00) | | Rapport          |                                                                               | Stade de France, Saint-Denis Arbitre : George Selwood |

#### Match pour la médaille de bronze
| 30 juillet 19 h (UTC+02:00) | États-Unis                                                                               | 14 - 12 (7 - 7) | Australie                                                                                                | Stade de France, Saint-Denis Arbitre : Craig Chan |
| 30 juillet 19 h (UTC+02:00) | Essai(s) : 2 Kelter (6e), Sedrick (15e) Transformation(s) : 2 Kelter (7e), Sedrick (15e) | Rapport         | Essai(s) : 2 Levi (en) (2e, 13e), Transformation(s) : 1 Hinds (2e) Carton(s) jaune(s) : 1 Levi (en) (4e) | Stade de France, Saint-Denis Arbitre : Craig Chan |
| 30 juillet 19 h (UTC+02:00) |                                                                                          | Rapport         | | Stade de France, Saint-Denis Arbitre : Craig Chan |

#### Finale
| 30 juillet 19 h 45 (UTC+02:00) | Nouvelle-Zélande | 17 - 12 (7 - 12) | Canada                                                                      | Stade de France, Saint-Denis Arbitre : Kat Roche |
| 30 juillet 19 h 45 (UTC+02:00) | Essai(s) : 3 Pouri-Lane (2e), Blyde (11e), Waaka (13e) Transformation(s) : 2 Pouri-Lane (2e), King (8e) Carton(s) jaune(s) : 1 Woodman-Wickliffe (5e) | Rapport          | Essai(s) : 2 Daniels (7e), Corrigan (7e) Transformation(s) : 1 Daniels (7e) | Stade de France, Saint-Denis Arbitre : Kat Roche |
| 30 juillet 19 h 45 (UTC+02:00) | | Rapport          |                                                                             | Stade de France, Saint-Denis Arbitre : Kat Roche |

### Matchs de classement

#### Cinquième place
|  | Match de classement | Match de classement | Match de classement | Match de classement |                        |       | Match pour la 5e place | Match pour la 5e place | Match pour la 5e place | Match pour la 5e place |
|  |                     |                     |                     |                     |                        |       |                        |                        |                        |                        |
|  |                     |                     |                     |                     |                        |       |                        |                        |                        |                        |
|  | Chine               | Chine               | 19                  | 19                  |                        |       |                        |                        |                        |                        |
|  | Chine               | Chine               | 19                  | 19                  |                        |       |                        |                        |                        |                        |
|  | Grande-Bretagne     | Grande-Bretagne     | 15                  | 15                  |                        |       |                        |                        |                        |                        |
|  | Grande-Bretagne     | Grande-Bretagne     | 15                  | 15                  | Chine                  | Chine | 7                      | 7                      |                        |                        |
|  |                     |                     |                     |                     | Chine                  | Chine | 7                      | 7                      |                        |                        |
|  |                     |                     | France              | France              | 21                     | 21    |                        |                        |                        |                        |
|  | France              | France              | France              | France              | 21                     | 21    | 19                     | 19                     |                        |                        |
|  | France              | France              |                     |                     |                        |       |                        | 19                     |                        |                        |
|  | Irlande             | Irlande             | 7                   | 7                   |                        |       |                        |                        |                        |                        |
|  | Irlande             | Irlande             | 7                   | 7                   | Match pour la 7e place |       |                        |                        |                        |                        |
|  |                     |                     |                     |                     |                        |       |                        |                        |                        |                        |
|  |                     |                     |                     |                     |                        |       |                        |                        |                        |                        |
|  | Grande-Bretagne     | Grande-Bretagne     | 28                  | 28                  |                        |       |                        |                        |                        |                        |
|  | Grande-Bretagne     | Grande-Bretagne     | 28                  | 28                  |                        |       |                        |                        |                        |                        |
|  | Irlande             | Irlande             | 12                  | 12                  |                        |       |                        |                        |                        |                        |
|  | Irlande             | Irlande             | 12                  | 12                  |                        |       |                        |                        |                        |                        |

Demi-finales
| 30 juillet 14 h 30 (UTC+02:00) | Chine | 19 - 15 (14 - 10) | Grande-Bretagne                                           | Stade de France, Saint-Denis Arbitre : Cisco Lopez |
| 30 juillet 14 h 30 (UTC+02:00) | Essai(s) : 3 Keyi (en) (3e), Yang (en) (6e), Hu (en) (16e) Transformation(s) : 2 Keyi (en) (4e), Gu (en) (7e) |                   | Essai(s) : 3 Kildunne (2e), Joyce (7e), Boatman (en) (9e) | Stade de France, Saint-Denis Arbitre : Cisco Lopez |
| 30 juillet 14 h 30 (UTC+02:00) | |                   |                                                           | Stade de France, Saint-Denis Arbitre : Cisco Lopez |

| 30 juillet 15 h (UTC+02:00) | France                                                                              | 19 - 7 (0 - 7) | Irlande                                                      | Stade de France, Saint-Denis Arbitre : Maggie Cogger-Orr |
| 30 juillet 15 h (UTC+02:00) | Essai(s) : 3 Okemba (9e, 14e), Neisen (11e) Transformation(s) : 2 Drouin (10e, 11e) |                | Essai(s) : 1 Higgins (6e) Transformation(s) : 1 Higgins (6e) | Stade de France, Saint-Denis Arbitre : Maggie Cogger-Orr |
| 30 juillet 15 h (UTC+02:00) |                                                                                     |                |                                                              | Stade de France, Saint-Denis Arbitre : Maggie Cogger-Orr |

Match pour la 7e place
| 30 juillet 18 h (UTC+02:00) | Grande-Bretagne | 28 - 12 (21 - 5) | Irlande | Stade de France, Saint-Denis Arbitre : Tyler Miller |
| 30 juillet 18 h (UTC+02:00) | Essai(s) : 4 Jones (2e, 9e), Shekells (7e), Cowell (en) (9e) Transformation(s) : 4 Jones (3e), Uren (en) (7e, 16e), Norman-Bell (en) (9e) Carton(s) jaune(s) : 2 Jones (10e), Kildunne (13e) | Rapport          | Essai(s) : 2 Burns (en) (5e), Boles (10e) Transformation(s) : 1 Flood (14e) Carton(s) jaune(s) : 2 Flood (2e), King (7e) | Stade de France, Saint-Denis Arbitre : Tyler Miller |
| 30 juillet 18 h (UTC+02:00) | | Rapport          | | Stade de France, Saint-Denis Arbitre : Tyler Miller |

Match pour la 5e place
| 30 juillet 18 h 30 (UTC+02:00) | Chine                                                            | 7 - 21 (0 - 7) | France | Stade de France, Saint-Denis Arbitre : Maria Latos |
| 30 juillet 18 h 30 (UTC+02:00) | Essai(s) : 1 Liu (en) (11e) Transformation(s) : 1 Dou (en) (11e) | Rapport        | Essai(s) : 3 Yengo (en) (5e), Noël (en) (9e), Pelle (13e) Transformation(s) : 3 Yengo (en) (5e), Drouin (9e, 13e) Carton(s) jaune(s) : 1 Grisez (6e) | Stade de France, Saint-Denis Arbitre : Maria Latos |
| 30 juillet 18 h 30 (UTC+02:00) |                                                                  | Rapport        | | Stade de France, Saint-Denis Arbitre : Maria Latos |

#### Neuvième place
|  | Match de classement | Match de classement | Match de classement | Match de classement |                         |       | Match pour la 9e place | Match pour la 9e place | Match pour la 9e place | Match pour la 9e place |
|  |                     |                     |                     |                     |                         |       |                        |                        |                        |                        |
|  |                     |                     |                     |                     |                         |       |                        |                        |                        |                        |
|  | Japon               | Japon               | 15                  | 15                  |                         |       |                        |                        |                        |                        |
|  | Japon               | Japon               | 15                  | 15                  |                         |       |                        |                        |                        |                        |
|  | Afrique du Sud      | Afrique du Sud      | 12                  | 12                  |                         |       |                        |                        |                        |                        |
|  | Afrique du Sud      | Afrique du Sud      | 12                  | 12                  | Japon                   | Japon | 38                     | 38                     |                        |                        |
|  |                     |                     |                     |                     | Japon                   | Japon | 38                     | 38                     |                        |                        |
|  |                     |                     | Brésil              | Brésil              | 7                       | 7     |                        |                        |                        |                        |
|  | Fidji               | Fidji               | Brésil              | Brésil              | 7                       | 7     | 22                     | 22                     |                        |                        |
|  | Fidji               | Fidji               |                     |                     |                         |       |                        | 22                     |                        |                        |
|  | Brésil              | Brésil              | 28                  | 28                  |                         |       |                        |                        |                        |                        |
|  | Brésil              | Brésil              | 28                  | 28                  | Match pour la 11e place |       |                        |                        |                        |                        |
|  |                     |                     |                     |                     |                         |       |                        |                        |                        |                        |
|  |                     |                     |                     |                     |                         |       |                        |                        |                        |                        |
|  | Afrique du Sud      | Afrique du Sud      | 21                  | 21                  |                         |       |                        |                        |                        |                        |
|  | Afrique du Sud      | Afrique du Sud      | 21                  | 21                  |                         |       |                        |                        |                        |                        |
|  | Fidji               | Fidji               | 15                  | 15                  |                         |       |                        |                        |                        |                        |
|  | Fidji               | Fidji               | 15                  | 15                  |                         |       |                        |                        |                        |                        |

Demi-finales
| 29 juillet 20 h (UTC+02:00) | Japon                                               | 15 - 12 (5 - 12) | Afrique du Sud                                                                   | Stade de France, Saint-Denis Arbitre : Cisco Lopez |
| 29 juillet 20 h (UTC+02:00) | Essai(s) : 3 Hara (en) (4e), Rajiki (en) (12e, 14e) | Rapport          | Essai(s) : 2 Jense van Rensburg (1re), Roos (7e) Transformation(s) : 1 Roos (7e) | Stade de France, Saint-Denis Arbitre : Cisco Lopez |
| 29 juillet 20 h (UTC+02:00) |                                                     | Rapport          |                                                                                  | Stade de France, Saint-Denis Arbitre : Cisco Lopez |

| 29 juillet 20 h 30 (UTC+02:00) | Fidji | 22 - 28 (10 - 21) | Brésil | Stade de France, Saint-Denis Arbitre : Talal Chaudhry |
| 29 juillet 20 h 30 (UTC+02:00) | Essai(s) : 4 Buleki (en) (2e), Naimasi (en) (4e, 13e), Likuceva (en) (11e) Transformation(s) : 1 Naimasi (en) (13e) Carton(s) jaune(s) : 1 Daveua (en) (7e) | Rapport           | Essai(s) : 4 Lima (en) (1re, 7e), Thalia Costa (en) (6e), Soares (en) (15e) Transformation(s) : 4 Kochhann (en) (1re, 6e, 7e, 15e) | Stade de France, Saint-Denis Arbitre : Talal Chaudhry |
| 29 juillet 20 h 30 (UTC+02:00) | | Rapport           | | Stade de France, Saint-Denis Arbitre : Talal Chaudhry |

Match pour la 11e place
| 30 juillet 16 h 30 (UTC+02:00) | Afrique du Sud                                                                    | 21 - 15 (14 - 0) | Fidji | Stade de France, Saint-Denis Arbitre : Ano Kuwai |
| 30 juillet 16 h 30 (UTC+02:00) | Essai(s) : 3 Roos (1re, 5e), Mpupha (9e) Transformation(s) : 3 Roos (2e, 5e, 10e) | Rapport          | Essai(s) : 3 Lomani (en) (11e), Ditavutu (en) (12e), Wilson (en) (15e) Carton(s) jaune(s) : 2 Donu (en) (3e), Naimasi (en) (3e) | Stade de France, Saint-Denis Arbitre : Ano Kuwai |
| 30 juillet 16 h 30 (UTC+02:00) |                                                                                   | Rapport          | | Stade de France, Saint-Denis Arbitre : Ano Kuwai |

Match pour la 9e place
| 30 juillet 17 h (UTC+02:00) | Japon | 38 - 7 (19 - 0) | Brésil                                                                   | Stade de France, Saint-Denis Arbitre : Lavenia Rawaca |
| 30 juillet 17 h (UTC+02:00) | Essai(s) : 6 Kajiki (en) (1re), Utsumi (en) (3e), Ohtani (en) (6e), Hirano (en) (10e), Matsuda (13e), Tanaka (en) (14e) Transformation(s) : 4 Utsumi (en) (1re, 3e), Hirano (en) (10e), Nishi (en) (13e) | Rapport         | Essai(s) : 1 Soares (en) (16e) Transformation(s) : 1 Kochhann (en) (16e) | Stade de France, Saint-Denis Arbitre : Lavenia Rawaca |
| 30 juillet 17 h (UTC+02:00) | | Rapport         |                                                                          | Stade de France, Saint-Denis Arbitre : Lavenia Rawaca |

## Bilan

### Médaillées
| Épreuves        | Or | Argent | Bronze |
| --------------- | --- | --- | --- |
| Tournoi féminin | Nouvelle-Zélande- Michaela Blyde - Jazmin Felix-Hotham - Sarah Hirini - Tyla King - Jorja Miller - Manaia Nuku - Mahina Paul - Risi Pouri-Lane - Alena Saili - Theresa Setefano - Stacey Waaka - Portia Woodman-Wickliffe | Canada- Olivia Apps - Fancy Bermudez - Alysha Corrigan - Caroline Crossley - Chloe Daniels - Asia Hogan-Rochester - Piper Logan - Carissa Norsten - Taylor Perry - Krissy Scurfield - Florence Symonds - Shalaya Valenzuela - Keyara Wardley - Charity Williams | États-Unis- Kayla Canett - Lauren Doyle - Alev Kelter - Kristi Kirshe - Sarah Levy - Ilona Maher - Alena Olsen - Ariana Ramsey - Stephanie Rovetti - Alex Sedrick - Sammy Sullivan - Naya Tapper |

### Classement final
| Rang | Équipe           |
| ---- | ---------------- |
| 1    | Nouvelle-Zélande |
| 2    | Canada           |
| 3    | États-Unis       |
| 4    | Australie        |
| 5    | France           |
| 6    | Chine            |
| 7    | Grande-Bretagne  |
| 8    | Irlande          |
| 9    | Japon            |
| 10   | Brésil           |
| 11   | Afrique du Sud   |
| 12   | Fidji            |

## Faits marquants du tournoi
Lors de la première journée du tournoi, le 28 juillet 2024, le record d'affluence pour un match féminin de rugby (XV et sept confondus) est battu avec un total de 66000 personnes présentes au Stade de France. Le précédent record datait du Tournoi des Six Nations 2023 où 58498 personnes ont assisté au match Angleterre-France à Twickenham.